# Береговое-Второе
Береговое-Второе — село в Прохоровском районе Белгородской области. Входит в состав Береговского сельского поселения.

## География
Находится в северной части Белгородской области, в лесостепном районе европейской части Российской Федерации в лесостепной зоне, в пределах юго-западного склона Среднерусской возвышенности, на удалённости примерно 5,5 км от районного центра посёлка городского типа Прохоровка и 53,8 км от административного центра региона города Белгорода. Расстояние до ближайшей автомобильной дороги 14Н-552 — приблизительно 2 км. Рельеф равнинный. Граничит с хутором Средняя Ольшанка и центром сельского поселения селом Береговое-Первое, находится на берегу безымянного водоёма. Абсолютная высота над уровнем моря — 218 метров или 199 метров. Согласно КЛАДР и ОКАТО, уличная сеть состоит из одной улицы — Заречной.

### Климат
Климат села характеризуется как умеренно континентальный, населённый пункт расположен в умеренном климатическом поясе. В среднем температура зимой (январь) -9°С, летом +19,5°С. Среднее количество выпадающих осадков составляет 550 мм за год. Больше всего осадков выпадает летом, преобладает сплошная облачность. В большинстве своём ветры дуют с запада, востока, юга и промежуточных между данными тремя направлений.

### Часовой пояс
Село Береговое-Второе, как и вся Белгородская область, находится в часовой зоне МСК (московское время). Смещение применяемого времени относительно UTC составляет +3:00.

## История
Основано не позже 20-х годов XX века, первоначально было деревней и называлось Береговая. На конец 1950-х годов — административный центр сельсовета. После образования Белгородской области в её составе, до этого числилось в Кировской. Позднее потеряло статус центра сельсовета.

## Население
| 2002 | 2010 |
| ---- | ---- |
| 56   | ↘43  |

Береговое-Второе — самый малонаселённый населённый пункт Береговского сельского поселения, уступает по этому показателю другим.

### Национальный состав
Согласно результатам переписи 2002 года, в национальной структуре населения русские составляли 97% из 58 человек, прописанных в селе.

## Инфраструктура
Индивидуальная застройка усадебного типа.